# Rosa platyacantha
Rosa platyacantha är en rosväxtart som beskrevs av Alexander Gustav von Schrenk. Rosa platyacantha ingår i släktet rosor, och familjen rosväxter.

## Underarter
Arten delas in i följande underarter:
- R. p. crassipes
- R. p. platyacantha